# Sphenopus pedunculatus
Sphenopus pedunculatus is een Zoanthideasoort uit de familie van de Sphenopidae. De wetenschappelijke naam van de soort is voor het eerst geldig gepubliceerd in 1888 door Hertwig.